# Maláj bülbül
A maláj bülbül (Pycnonotus plumosus) a madarak osztályának verébalakúak (Passeriformes) rendjébe és a bülbülfélék (Pycnonotidae) családjába tartozó faj.

## Rendszerezése
A fajt Edward Blyth angol ornitológus írta le 1845-ben.

## Alfajai
- Pycnonotus plumosus plumosus (Blyth, 1845) – dél-Mianmar, dél-Thaiföld, Maláj-félsziget, kelet-Szumátra, Jáva, Bali, nyugat- és dél-Borneó;
- Pycnonotus plumosus porphyreus (Oberholser, 1912) – nyugat-Szumátra;
- Pycnonotus plumosus cinereifrons (Tweeddale, 1878) – nyugat-Fülöp-szigetek;
- Pycnonotus plumosus insularis (Chasen & Kloss, 1929) – észak-Borneó, délnyugat-Fülöp-szigetek;
- Pycnonotus plumosus hutzi (Stresemann, 1938)[2] – észak- és kelet-Borneó.

## Előfordulása
Délkelet-Ázsiában, Brunei, Indonézia, Malajzia, Mianmar, a Fülöp-szigetek, Szingapúr és Thaiföld területén honos. 
Természetes élőhelyeí a szubtrópusi és trópusi síkvidéki esőerdők, mocsári erdők, füves puszták és cserjések valamint ültetvények.

## Megjelenése
Testhossza 19-20,5 centiméter, testtömege 24-36 gramm.
|  |

## Életmódja
Bogyókkal és gyümölcsökkel táplálkozik, de gerincteleneket is fogyaszt.

## Természetvédelmi helyzete
Az elterjedési területe rendkívül nagy, egyedszáma pedig stabil. A Természetvédelmi Világszövetség Vörös listáján nem fenyegetett fajként szerepel.